# Connaràcies
Connaraceae és una família de plantes amb flors pantropical que té 16 gèneres i unes 350 espècies.
Aquesta família va ser descrita perr Robert Brown i publicat a Narrative of an Expedition to Explore the River Zaire 431. 1818. El gènere tipus és: Connarus L.
Són plates llenyoses, arbres, arbusts amb branques enfiladisses o lianes. El fruit és un folicle.

## Gèneres
- Agelaea
- Burttia
- Cnestidium
- Cnestis
- Connarus
- Ellipanthus
- Hemandradenia
- Jollydora
- Manotes
- Pseudoconnarus
- Rourea
- Vismianthus